# Seven Centroamericano Femenino 2018
El Seven Centroamericano Femenino 2018 fue la sexta edición del torneo para selecciones femeninas pertenecientes a América Central.

## Equipos participantes
- Selección femenina de rugby 7 de Costa Rica
- Costa Rica B
- Selección femenina de rugby 7 de Guatemala
- Selección femenina de rugby 7 de Panamá

## Posiciones[1]
| Pos. | Equipo       | Encuentros | Encuentros | Encuentros | Encuentros | Tantos  | Tantos    | Tantos     | Puntos |
| Pos. | Equipo       | jugados    | ganados    | empatados  | perdidos   | a favor | en contra | diferencia | Puntos |
| ---- | ------------ | ---------- | ---------- | ---------- | ---------- | ------- | --------- | ---------- | ------ |
| 1    | Guatemala    | 3          | 2          | 0          | 1          | 49      | 31        | +18        | 7      |
| 2    | Costa Rica   | 3          | 2          | 0          | 1          | 61      | 27        | +34        | 7      |
| 3    | Panamá       | 3          | 1          | 0          | 2          | 45      | 69        | -24        | 5      |
| 4    | Costa Rica B | 3          | 1          | 0          | 2          | 44      | 72        | -28        | 5      |

Nota: Se otorgan 3 puntos al equipo que gane un partido, 2 al que empate y 1 al que pierda
|  | Disputan Final de Oro |

|  | Disputan Final de Plata |

#### Resultados
| 20 de octubre | Costa Rica B | 17 - 12 | Guatemala |  |  |

| 20 de octubre | Costa Rica | 25 - 7 | Panamá |  |  |

| 20 de octubre | Costa Rica B | 17 - 24 | Panamá |  |  |

| 20 de octubre | Costa Rica | 0 - 10 | Guatemala |  |  |

| 21 de octubre | Costa Rica | 36 - 10 | Costa Rica B |  |  |

| 21 de octubre | Guatemala | 27 - 14 | Panamá |  |  |

### Finales

#### Final de Plata
| 21 de octubre | Costa Rica B | 10 - 10 | Panamá |  |  |

Panamá obtuvo el tercer lugar por haber quedado mejor ubicado en la tabla de posiciones.

#### Final de Oro
| 21 de octubre | Costa Rica | 15 - 12 | Guatemala |  |  |

| Bandera de Costa Rica |
| Campeón Costa Rica    |
| Segundo título        |

## Posiciones finales
| Posición | Selección    |
| -------- | ------------ |
| 1        | Costa Rica   |
| 2        | Guatemala    |
| 3        | Panamá       |
| 4        | Costa Rica B |